# Willis Goldbeck
Willis Goldbeck (* 24. Oktober 1898 in New York; † 17. September 1979 in Sag Harbor, New York) war ein US-amerikanischer Drehbuchautor und Filmregisseur.

## Leben
Zunächst arbeitete er als Journalist. Ab 1920 begann er als Drehbuchautor zu arbeiten. Zu seinen frühen Werken zählt Peter Pan (1924), dessen Drehbuch er verfasste. Um 1925 wurde er von Metro-Goldwyn-Mayer (MGM) unter Vertrag genommen. Für MGM schrieb er 1938 das Drehbuch Dr. Kildare: Sein erster Fall. Die Geschichte wurde zur Serie Dr. Kildare ausgeweitet, für die Goldbeck die meisten Folgen schrieb. In einigen führte er auch selbst Regie.
Obwohl Goldbeck auch in so manchen anderen Filmen Regie führte, entschied er, sich hauptsächlich auf das Drehbuchschreiben zu konzentrieren. 1951 führte er Regie in Frauenraub in Marokko, einem Film in dem unter anderem Burt Lancaster, Jody Lawrance, Gilbert Roland und Kieron Moore spielten. Ab 1955 trat Goldbeck als Filmproduzent auf. 1962, im Alter von 64 Jahren, drehte Goldbeck seinen letzten Film Der Mann, der Liberty Valance erschoß mit den Darstellern Lee Marvin, John Wayne und James Stewart (Protagonist Anwalt Ransom Stoddard), für den Willis Goldbeck selbst das Drehbuch nach der gleichnamigen Erzählung von Dorothy M. Johnson schrieb und bei dem John Ford Regie führte.
Goldbecks Schaffen als Drehbuchautor umfasst 40 Produktionen, als Regisseur verantwortete er von 1942 bis 1953 elf Filmproduktionen. Im Bereich der Produktion war er an sechs Filmen und einer Serie beteiligt.

## Filmografie (Auswahl)
Alle Filme als Drehbuchautor, wenn nicht anders angegeben
- 1923: Scaramouche
- 1924: Peter Pan
- 1925: Flower of Night
- 1925: A Kiss for Cinderella
- 1926: Mare Nostrum
- 1927: Das größte Opfer (The Garden of Allah)
- 1927: Der Herzschlag der Welt (The Enemy)
- 1928: Zeit des Flieders (Lilac Time)
- 1929: Wilde Orchideen (Wild Orchids)
- 1932: Freaks
- 1932: The Penguin Pool Murder
- 1934: Murder on the Blackboard
- 1938: Dr. Kildare: Sein erster Fall (Young Dr. Kildare)
- 1939: Dr. Kildare: Unter Verdacht (Calling Dr. Kildare)
- 1939: Dr. Kildare: Das Geheimnis (The Secret of Dr. Kildare)
- 1940: Dr. Kildare: Auf Messers Schneide (Dr. Kildare’s Strange Case)
- 1940: Dr. Kildare: Die Heimkehr (Dr. Kildare Goes Home)
- 1940: Dr. Kildare: Verhängnisvolle Diagnose (Dr. Kildare’s Crisis)
- 1941: Dr. Kildare: Vor Gericht (The People vs. Dr. Kildare)
- 1941: Dr. Kildare: Der Hochzeitstag (Dr. Kildare’s Wedding Day)
- 1942: Dr. Kildare’s Victory
- 1942: Calling Dr. Gillespie
- 1942: Dr. Gillespie’s New Assistant (auch Regisseur)
- 1943: Dr. Gillespie’s Criminal Case (nur Regisseur)
- 1944: Rationing (nur Regisseur)
- 1944: Three Men in White (nur Regisseur)
- 1945: Between Two Women (nur Regisseur)
- 1945: She Went to the Races (nur Regisseur)
- 1946: Love Laughs at Andy Hardy (nur Regisseur)
- 1947: Dark Delusion (nur Regisseur und Produzent)
- 1949: Gestrandete Jugend (Johnny Holiday) (auch Regisseur)
- 1951: Frauenraub in Marokko (Ten Tall Men) (nur Regisseur)
- 1955: Gegen alle Gewalten (I Died a Thousand Times) (nur Produzent)
- 1956: Der weiße Reiter (The Lone Ranger) (nur Produzent)
- 1956–1957: Schlitz Playhouse of Stars (Fernsehserie, 8 Folgen) (nur Produzent)
- 1960: Der schwarze Sergeant (Sergeant Rutledge) (auch Produzent)
- 1962: Der Mann, der Liberty Valance erschoß (The Man Who Shot Liberty Valance) (auch Produzent)